# Незабутнє Різдво
«Незабутнє Різдво» (англ. Falling for Christmas) — американська різдвяна романтична комедія 2022 року з Ліндсей Лохан у головній ролі. Фільм знятий режисеркою Джанін Даміан у її режисерському дебюті за сценарієм Джеффа Боннетта та Рона Олівера.
Це перша роль Лохан у великому кіно за останні десять років після низки невдач у кар'єрі, пов'язаних із боротьбою із залежністю та судовими проблемами. Бред Кревой та Майкл Даміан виступають продюсерами фільму, який був вперше анонсований у травні 2021 року. Зйомки фільму розпочалися в штаті Юта на початку листопада 2021 року і завершилися наступного місяця. Лохан, її сестра Аліана та Оверстріт записали пісні для проєкту, які також увійшли до альбому саундтреків.
Фільм вийшов на екрани 10 листопада 2022 року на Netflix після того, як напередодні в Нью-Йорку відбувся показ для фанатів, організований акторами та знімальною групою. Кілька видань, зокрема Rotten Tomatoes, назвали «Незабутнє Різдво» одним із найкращих різдвяних фільмів усіх часів. Це був один з найкращих прем'єрних вікендів для фільму Netflix у 2022 році.

## Сюжет
Спадкоємицю готелю Сьєрру Бельмонт нещодавно призначили «віце-президентом з питань формування атмосфери» на розкішному гірськолижному курорті в Аспені, що належить її батькові Борегарду, попри те, що вона не має жодного інтересу в цьому бізнесі. Поки її батько перебуває у відрядженні, Сьєрра зі своїм хлопцем-інфлюенсером Тедом піднімається на гірську вершину для фотосесії, де він робить їй пропозицію руки й серця. Однак сильний вітер збиває Сьєрру, яка була на лижах, з ніг і вона втрачає рівновагу. Сьєрра падає з вершини гори, віддаляється від Теда і б'ється головою об дерево. Непритомну Сьєрру знаходить Джейк Рассел, з яким вона випадково зіштовхнулася раніше, після його невдалої бізнес-презентації її батькові, і відвозить до лікарні. Внаслідок аварії Сьєрра втрачає пам'ять, а персонал лікарні не може встановити її особу.
Джейк пропонує втратившій пам'ять Сьєррі пожити у своєму готелі категорії «ночівля та сніданок» «Нортстар Лодж», доки вона не згадає, хто вона така, або доки за нею не прийдуть. Взявши ім'я Сара з м'якої іграшки, що належить доньці Джейка Ейві, Сьєрра вирішує допомогти йому та його родині в будинку в надії повернути свою пам'ять, але їй це не вдається. Однак Сьєрра зближується з Джейком і його сім'єю, особливо з Ейві, коли дізнається, що та втратила матір кілька років тому, і відчуває до неї симпатію, оскільки сама втратила матір, коли була молодшою, і це починає викликати спогади. Після успіхів у допомозі в будинку, Сьєрра пристосовується до нормального життя. Оскільки готель перебуває у скрутному становищі, Сьєрра організовує вечірку, щоб зібрати кошти для готелю.
Тим часом Тед блукає в лісі й натрапляє на відлюдника Ральфа, який пропонує йому допомогу пішки дістатися до міста. Персонал готелю Belmont і не думає шукати Сьєрру і Теда, оскільки вважає, що вони поїхали в подорож. Через чотири дні Борегард повертається з відрядження, і, дізнавшись, що Сьєрра зникла, повідомляє про це шерифа, який щойно знайшов Теда і Ральфа. На вечірці місто збирається разом, щоб підтримати Нортстар Лодж, який отримав статус історичної пам'ятки. Перш ніж Джейк встигає подякувати Сьєррі, Тед і її батько забирають її додому, щоб повернути їй пам'ять. На Різдво Сьєрра самостійно виконує хатню роботу, на превеликий подив персоналу і Теда.
Сьєрра вирішує, що в майбутньому вона буде робити все сама, і звільняється з посади, яку створив для неї батько, розуміючи, що готельний бізнес не для неї. Тим часом Ейві зізнається Джейкові, що її бажанням було, щоб він знайшов кохання, і переконує його розшукати Сьєрру. Зрозумівши, що вона закохана в Джейка, Сьєрра розриває заручини з Тедом, а незабаром після цього Джейк зізнається їй у коханні. Сьєрра також вирішує повернутися і допомогти Джейку керувати «Нортстар Лодж», особливо коли дізнається, що всі квитки на сезон продані після того, як вона публічно подякувала їм на прес-конференції. Борегард вважає, що він в боргу перед Джейком за те, що той знайшов Сьєрру, і тому вирішує інвестувати в «Нортстар Лодж».

## У ролях
| Актор             | Роль               |
| ----------------- | ------------------ |
| Ліндсі Лохан      | Сьєрра Бельмонт    |
| Корд Оверстріт    | Джейк Рассел       |
| Джордж Янг        | Тед Фейрчайлд      |
| Джек Вагнер       | Борегард Бельмонт  |
| Олівія Перез      | Ейві Рассел        |
| Алехандра Флорес  | Алехандра Карлайл  |
| Аліана Лохан      | Б'янка             |
| Кейт Раческі      | Гізер              |
| Шон Дж. Діллінґем | Ральф              |
| Оскар Рудесіндо   | Даріус             |
| Лонзо Ліггінс     | мер Ананд          |
| Антоніо Д. Чаріті | шериф Борден       |
| Блайт Говард      | доктор Лейла Монро |

## Виробництво
У травні 2021 року Netflix оголосив, що Ліндсі Лохан повернеться до акторства, знявшись у різдвяній романтичній комедії для стрімінгового сервісу. Подробиці виробництва фільму повідомило видання Variety, а режисером стрічки став Джанін Даміан, сценарій до якої написали Джефф Боннетт і Рон Олівер. Продюсерами виступили Бред Кревой з Motion Picture Corporation of America та Майкл Даміан з Riviera Films, а виконавчими продюсерами — Аманда Філліпс, Ерік Джарбо та Девід Вульф. Виробництво було заплановано розпочати в листопаді, щоб випустити його до святкового сезону 2022 року. У жовтні Майкл Даміан підтвердив в інтерв'ю, що зйомки розпочнуться наступного місяця в штаті Юта.
На початку листопада оголосили, що на роль коханого Лохан у фільмі обрали Корда Оверстріта. Джордж Янг, Джек Вагнер та Олівія Перез також знімуться в неанонсованих ролях. У виробничому лістингу повідомлялося, що основні зйомки фільму під робочою назвою «Різдво в країні чудес» відбуватимуться в штаті Юта з 8 листопада по 15 грудня 2021 року. Зйомки проходили в Парк-Сіті та Солт-Лейк-Сіті.

## Прем'єра
Фільм вийшов 10 листопада 2022 року на Netflix. Актори та знімальна група відвідали спеціальний фан-показ прем'єри 9 листопада в Паризькому театрі на Мангеттені. Він дебютував на першому місці у списку найпопулярніших фільмів Netflix наступного дня після виходу. Це був четвертий за кількістю переглядів прем'єрний вікенд для оригінального фільму Netflix з травня 2022 року і найкращий старт для англомовного фільму, випущеного в четвер на стрімінговому сервісі. Він також став найпопулярнішим фільмом у світі на Netflix на другому тижні прокату.

## Оцінки критиків
На сайті-агрегаторі рецензій Rotten Tomatoes 62% з 55 відгуків критиків є позитивними, а середня оцінка складає 4,8/10. Консенсус на сайті такий: «Це не “Диво на 34-й вулиці”, але глядачам, які бажають почути щось у стилі ля-ля-ля Лохан, “Незабутнє Різдво” здасться таким же легким, як плюхнутися на диван». Metacritic, який використовує середньозважену оцінку, надав фільму 40 балів зі 100, спираючись на відгуки 16 критиків, що свідчить про «змішані або середні» рецензії.